# Károly Garaguly
Károly Garaguly (* 28. Dezember 1900 in Budapest; † 18. Oktober 1984 in Stockholm) war ein ungarischer Geiger und Dirigent.

## Leben
Garaguly bekam schon als Kind Geigenunterricht am Mór-Somogyi-Konservatorium in Budapest, galt als Wunderkind und 
beeindruckte bei Vorspielabenden. Er studierte bei Jenő Hubay an der Franz-Liszt-Musikakademie und später bei Henri Marteau in Berlin. Nach seiner Rückkehr aus Deutschland arbeitete er als Geigenlehrer am Musikkonservatorium in Arad. Er ließ sich 1923 in Göteborg in Schweden nieder, dirigierte bis 1930 das dortige Sinfonieorchester und gründete das Garaguly-Streichquartett. Von 1942 bis 1953 wirkte er an der Stockholmer Oper. Von 1953 bis 1958 war er als Dirigent in Berlin tätig. Seit Ende der 1960er Jahre ist er wieder des Öfteren in Ungarn aufgetreten. Nach seinem Tod wurde seine Asche entsprechend seinem Testament 1985 nach Ungarn auf den Új köztemető, einen Friedhof im X. Budapester Bezirk, gebracht.